# ミス・ビードル号

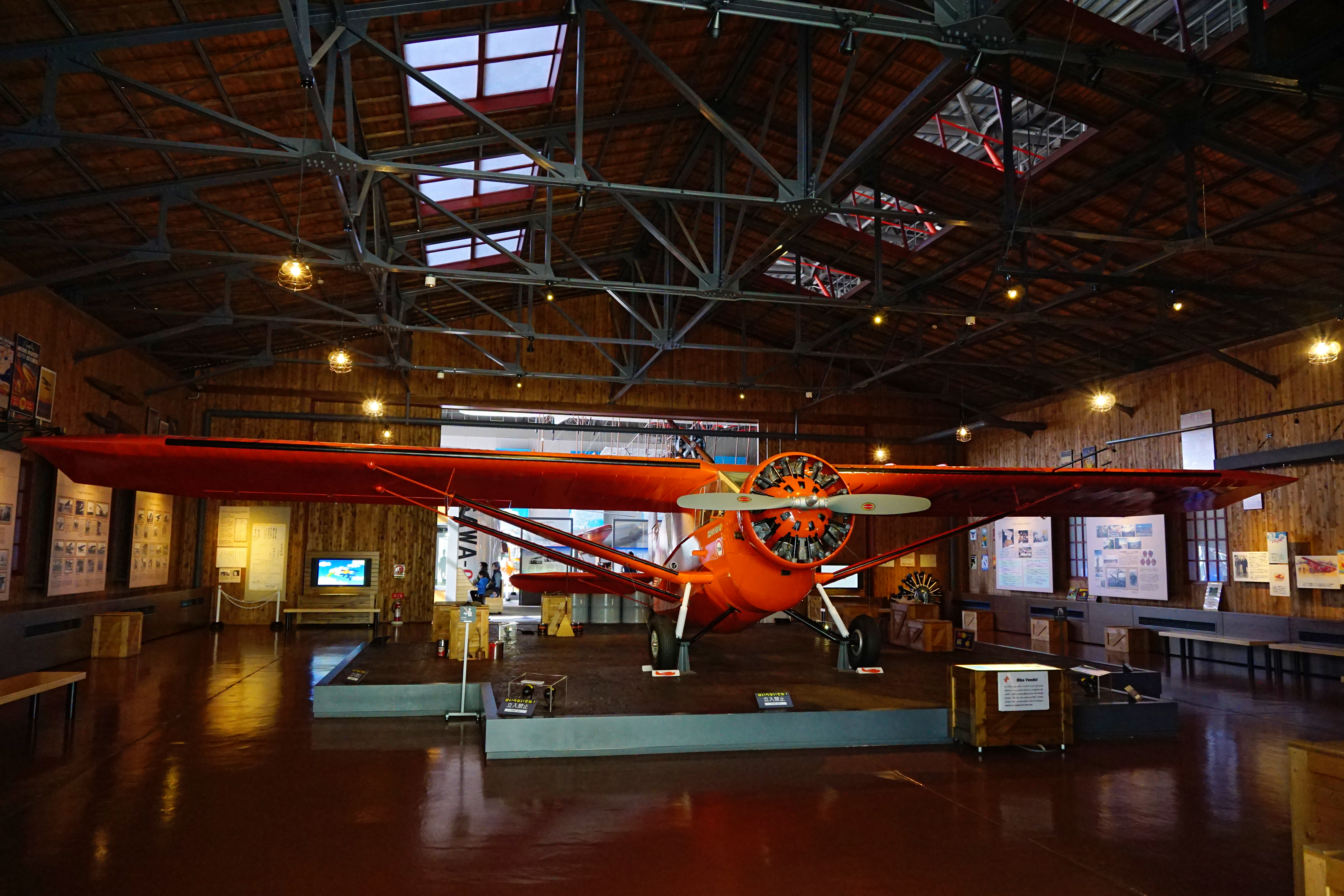
ミス・ビードル号（レプリカ、青森県立三沢航空科学館）

ミス・ビードル号（Miss Veedol）は、日本からアメリカ本土までの最初の太平洋無着陸飛行に成功した飛行機である。

## 日米間無着陸飛行
1931年（昭和6年）10月4日、青森県三沢村（当時）の淋代海岸を離陸したクライド・パングボーンとヒュー・ハーンドンの乗ったミス・ビードル号は、41時間の飛行の後、翌5日、ワシントン州ワナッチー市に着地した。これにより、パングボーンとハーンドンは北太平洋を無着陸で横断した最初のパイロットとなり、同年のハーモン・トロフィー（その年に最も優れた飛行を行ったパイロットに贈られる賞）を受賞した。

## 機体の来歴

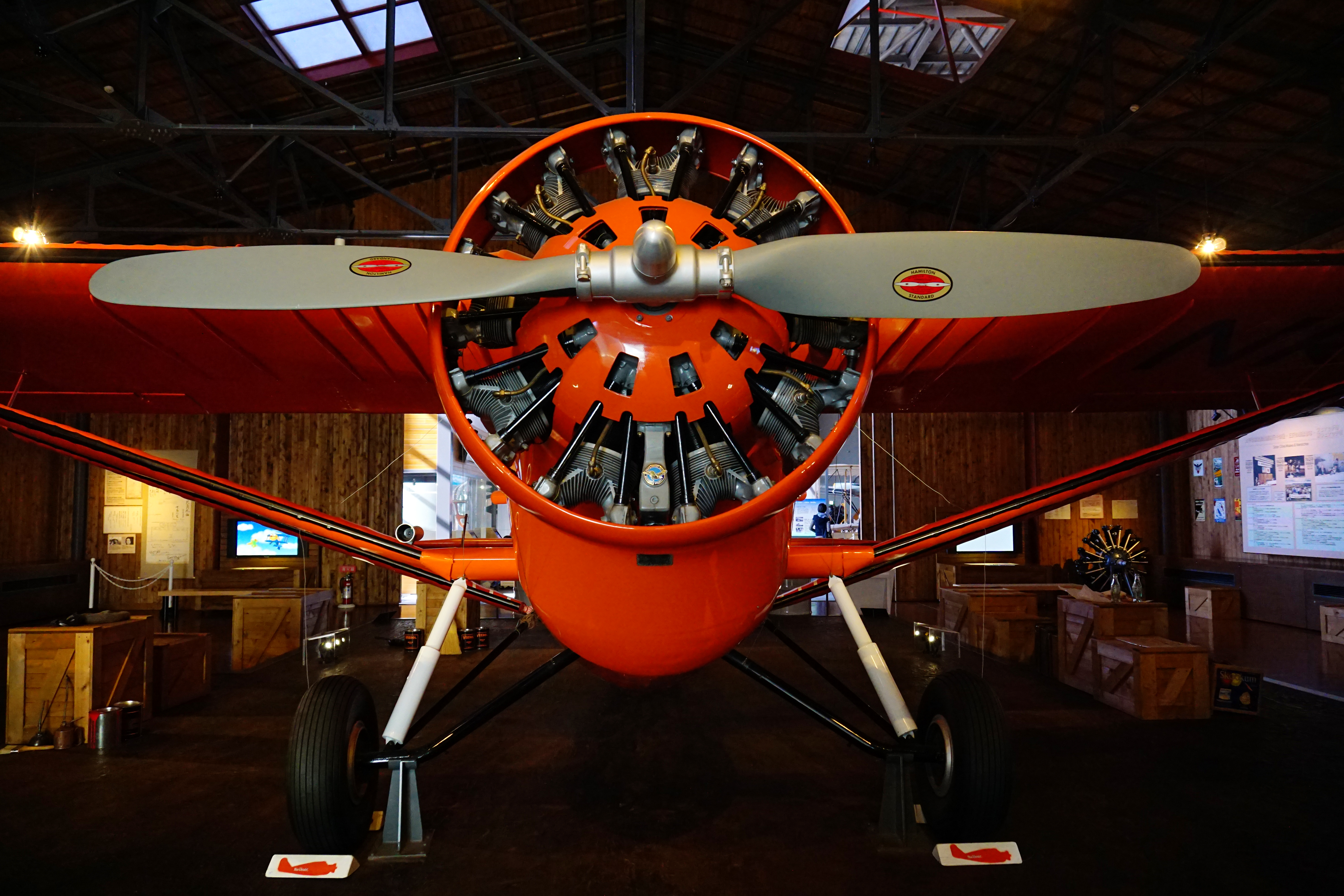
プロペラ

ミス・ビードル号は1931年型のベランカ スカイロケットJ-300型の長距離改造型である。800ガロンの燃料を搭載できた。パングボーンとハーンドンは日本滞在中に、空気抵抗低減のため、離陸後に主脚を切り離せるように改造した。さらに燃料の搭載量も増やし、離陸時には950ガロンを搭載していた。もともとは世界一周の早回り飛行が目的であったが、日本に到着したころには記録更新は絶望的となっており、目標を太平洋無着陸飛行に変更したものである。アメリカに到着し、ワシントン州やオレゴン州で着陸できそうな飛行場を探したが、どこも悪天候のなかであったので、ハーンドンの故郷に近いウェナッチの近くに着陸することに決めた。この際、脚を太平洋に捨てていたので胴体着陸となった。地面との接触でプロペラが折れるなどの破損はあったが機体は修理可能で、パングボーンとハーンドンも無事であった。
通常、歴史的な飛行を行った飛行機は保存されることが多いが、ミス・ビードル号はこの飛行の後すぐにイタリアの医師でもあるパイロットに自家用機として売り払われた。1930年代にミス・ビードル号はビスケー湾を飛行中に行方不明となり、大西洋に沈んでしまった。

## 名前
当時、タイドウォーター石油（en:Tidewater Petroleum）の潤滑油ブランドにビードル（Veedol）があり、ミス・ビードル号の名前の由来になった。ハーンドンの母親アリス・カーター・ハーンドンが相続人であったタイドウォーター石油がスポンサーとなっていた事による。
日本国内ではあまり聞かれることのないVeedolではあるが、過去にはタイドウォーターと資本関係のある三菱石油のガソリンスタンドでの取扱いがあった。
なお国内では見かける事はないがオイルブランドとして現存している。タイドウォーターが買収合併された関係から、Veedolの権利はタイドウォーターから離れていった。2000年にBPアモコがBurmah-Castrolを買収する形でインド以外の全世界の販売権を得た形になったが、BPはVeedolブランドを使用しなかったため、インド以外で見かける事は殆ど無く、コレクション用の骨董品などとして見かけるのみのブランドになりつつあった。しかし2011年にインドのタイドウォーターオイル（タイドウォーターが1928年に設立したインド企業）がBPより権利を購入、Veedol International Limitedを設立し世界的なVeedolブランドの潤滑油を販売を行い始めている。

## 関連項目

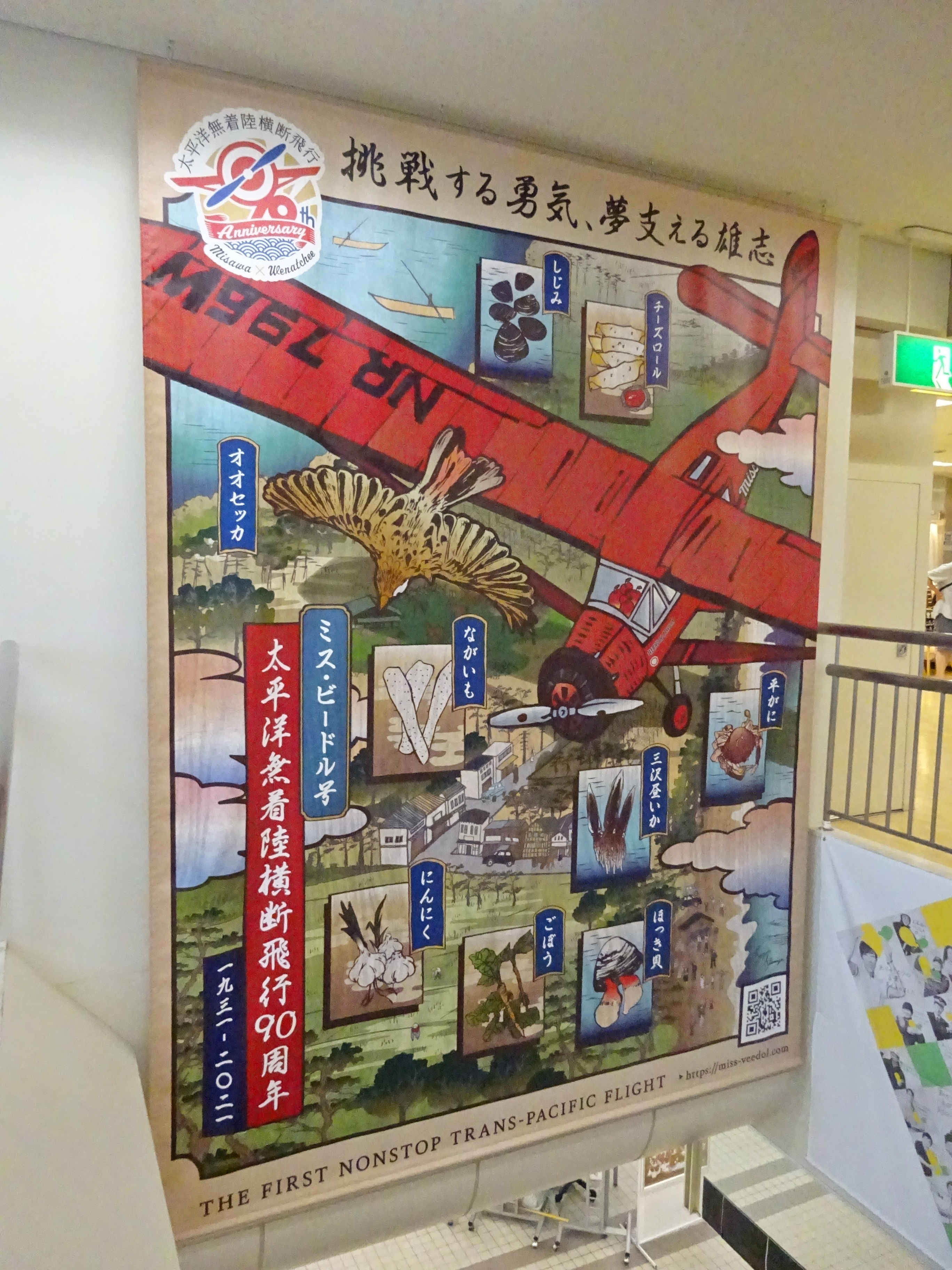
三沢空港内ロビーに飾られるミス・ビードル号のタペストリー